# Julie Nowak
Julie Nowak (født. 3. september 1995 i Herlev, Danmark) er en dansk/polsk fodboldspiller, der spiller forsvar for HB Køge i Elitedivisionens kvalifikationsrunde.
Hun har tidligere spillet for Herlev IF, Ballerup-Skovlunde Fodbold og FC Nordsjælland indtil juni 2020, hvor hun skiftede til storsatsende HB Køge.